# Aavo Pikkuus
Aavo Pikkuus, född den 23 november 1954 i Kapera, Estland, är en estnisk (sovjetisk) tävlingscyklist som tog OS-guld i lagtempoloppet vid olympiska sommarspelen 1976 i Montréal.